# Bergholz (przystanek kolejowy)
Bergholz (niem: Bahnhof Bergholz) – zlikwidowany przystanek kolejowy w Nuthetal, w kraju związkowym Brandenburgia, w Niemczech. Był to przystanek dwupoziomowy z krzyżowym ustawieniem peronów na Berliner Außenring i linii Berlin – Blankenheim.
Został utworzony w 1956 roku na skrzyżowaniu Wetzlarer Bahn (km 24,3) i Berliner Außenring (km 10,9) z możliwością przesiadania się pasażerów z Michendorf, Wilhelmshorst, Rehbrücke i Potsdam-Drewitz (obecnie Potsdam Medienstadt Babelsberg) z pociągu Sputnik kursującego głównie do Berlina Wschodniego. Kładka dla pieszych umożliwiała poruszanie się między górnym peronem, na Außenring i dolnym peronem na Wetzlarer Bahn.
Po wznowieniu Stadtbahn w Berlinie, straciła na znaczeniu jako punkt przesiadkowy, jako bezpośrednie połączenie z Poczdamu do Berlina. Położenie w lesie, kilka kilometrów od najbliższej osady, sprawiło, że stacja nie posiadała dostępu do transportu regionalnego, zatem w dniu 23 maja 1998 została zamknięta. 
W pobliżu przystanku jest połączenie pomiędzy dwoma krzyżującymi się liniami kolejowymi, wykorzystywane obecnie wyłącznie przez pociągi towarowe. Zaczyna się na północ od stacji Wilhelmshorst na Wetzlarer Bahn (km 25,1) i biegnie na wschód do Nesselgrund (km 9,9) na Berliner Außenring.
| Bergholz                               |  |               |
| Linia Berliner Außenring               |  |               |
| Potsdam Pirschheide                    |  | Saarmund      |
| Linia Berlin – Blankenheim (24,300 km) |  |               |
| Rehbrücke                              |  | Wilhelmshorst |